# Hyagnis strandiellus
Hyagnis strandiellus es una especie de escarabajo longicornio del género Hyagnis, subfamilia Lamiinae. Fue descrita científicamente por Breuning en 1942.
Se distribuye por República Democrática del Congo. Posee una longitud corporal de 9-10 milímetros.